# Wat Tham Pha Jom
De Wat Tham Pha Jom (Thai: วัดถ้ำผาจม) is een boeddhistische tempel in Ban Mae Sai. De tempel ligt naast een grot en 800 meter van de grens met Myanmar.